# Alain Schmitt

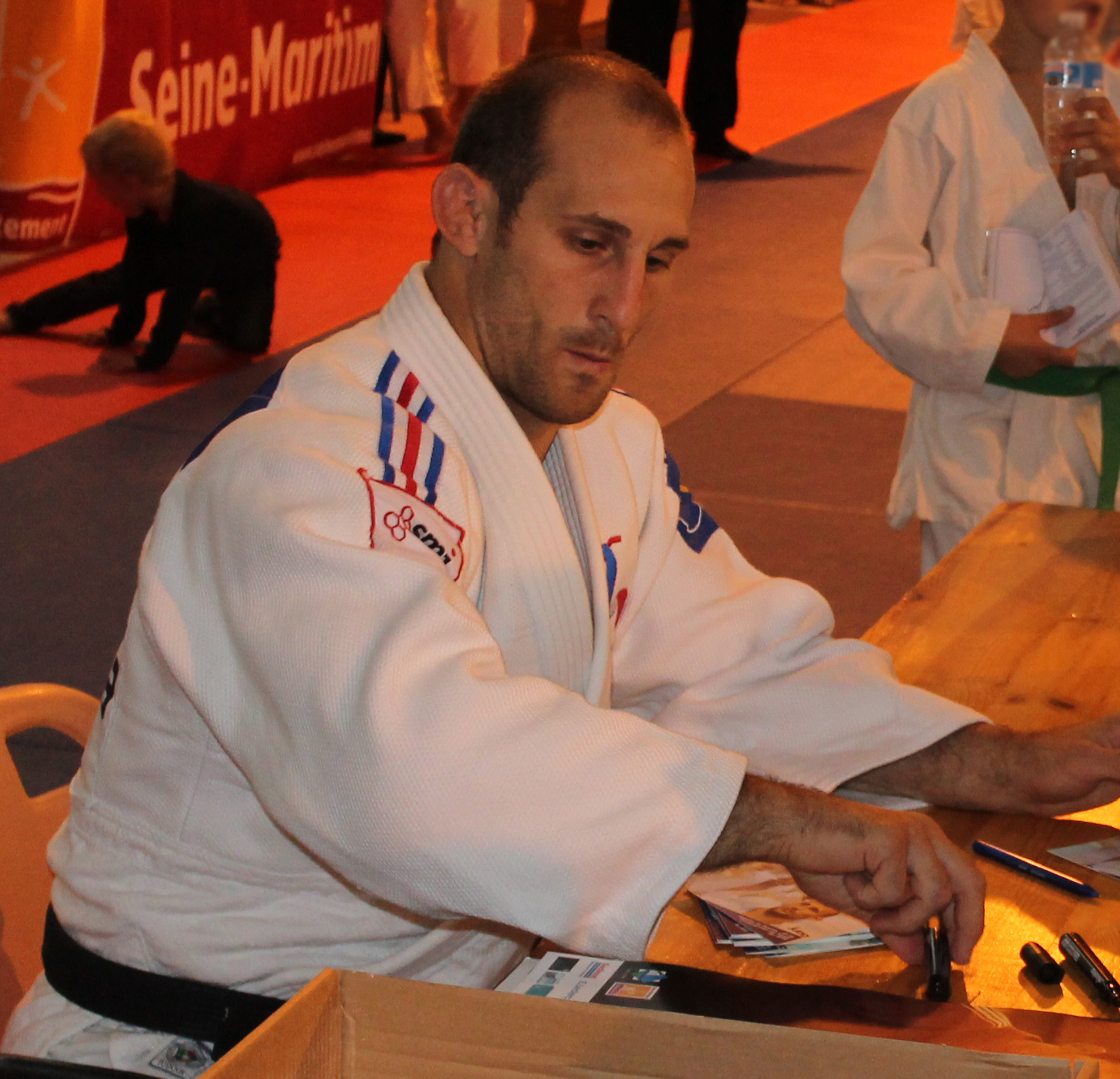
Alain Schmitt (2014)

Alain Schmitt (* 2. November 1983 in Forbach) ist ein ehemaliger französischer Judoka. Er war Weltmeisterschaftsdritter 2013.

## Sportliche Karriere
Der 1,76 m große Alain Schmitt trat bis 2004 im Leichtgewicht bis 73 Kilogramm an. 2002 war Schmitt Zweiter der Junioreneuropameisterschaften. Ab 2005 kämpfte er im Halbmittelgewicht bis 81 Kilogramm. Bei den U23-Europameisterschaften gewann er 2005 eine Bronzemedaille. 2006 erreichte er durch einen Sieg über den Deutschen Ole Bischof das Halbfinale bei den Europameisterschaften. Nach Niederlagen gegen den Italiener Giuseppe Maddaloni und den Niederländer Guillaume Elmont belegte er den fünften Platz. Mit dem französischen Equipe gewann er 2006 Bronze bei den Teamweltmeisterschaften und Silber bei den Teameuropameisterschaften. Ende 2006 gewann er eine Bronzemedaille bei den Weltmeisterschaften der Studierenden.  Im März 2007 gewann er in Warschau sein erstes Weltcupturnier. 2009 siegte er bei den französischen Landesmeisterschaften. Bei den Europameisterschaften 2011 erreichte er durch einen Sieg über den Tschechen Jaromír Musil das Halbfinale, nach Niederlagen gegen Elnur Məmmədli aus Aserbaidschan und gegen Ole Bischof belegte er wie 2006 den fünften Platz.
2012 trat Schmitt bei den Olympischen Spielen in London an und besiegte in seinem ersten Kampf Guillaume Elmont. Im Achtelfinale schied er gegen den Argentinier Emmanuel Lucenti durch Ippon nach 4:23 Minuten aus. Seinen größten Erfolg feierte Schmitt bei den Weltmeisterschaften 2013 in Rio de Janeiro. Mit Siegen über den Kanadier Antoine Valois-Fortier und den Deutschen Sven Maresch erreichte Schmitt das Viertelfinale, dort unterlag er dem Georgier Awtandil Tschrikischwili. In der Hoffnungsrunde bezwang er den Belgier Joachim Bottieau und den Mongolen Otgonbaataryn Uuganbaatar und erhielt eine Bronzemedaille. Im Jahr darauf erreichte er bei den Weltmeisterschaften in Tscheljabinsk mit einem Sieg über Nacif Elias aus dem Libanon das Halbfinale. Nach Niederlagen gegen Awtandil Tschrikischwili und gegen den Russen Iwan Nifontow belegte er den fünften Platz. 2015 endete die internationale Karriere von Alain Schmitt mit einem zweiten Platz beim Grand-Prix-Turnier in Budapest und einem siebten Platz beim Grand-Slam-Turnier in Paris.